# هوتک (کرمان)
هوتک، روستایی از توابع شهرستان کرمان در استان کرمان ایران است.
این روستا در قرن چهارم و پنجم هجری بعد از زلزله‌ی شدید شهر تاریخی جنزرود (شاه مردان) تاسیس شده است. این روستا بخشی از مهریه‌ی ترکان‌خاتون حاکم کرمان در دوران سلجوقی بوده است؛ علت نام‌گذاری آن مشخص نیست؛ عده‌ای وجود چاله‌های آب بعد از بارندگی را علت نام‌گذاری این روستا می‌دانند. هوتک یکی از مراکز قدیمی صنعت شال‌بافی کرمان است.

## جمعیت
براساس آخرین سرشماری مرکز آمار ایران که در سال ۱۳۹۵ صورت گرفته، جمعیت آن۳۴۱۵نفر (۹۲۱خانوار) بوده‌است.